# Cavazzo Carnico
Cavazzo Carnico (friülà Cjavaç) és un municipi italià, dins de la província d'Udine. L'any 2007 tenia 1.105 habitants. Limita amb els municipis d'Amaro, Bordano, Tolmezzo, Trasaghis, Venzone, Verzegnis i Vito d'Asio (PN). Es troba a la regió de Càrnia.

## Administració
| Període | Identitat  | Partit         |
| ------- | ---------- | -------------- |
| 2004-   | Dario Iuri | Centreesquerra |